# American Garage
American Garage från 1979 är ett musikalbum med Pat Metheny Group.

## Låtlista
Alla låtarna är skrivna av Pat Metheny & Lyle Mays.
1. (Cross the) Heartland – 6:55
2. Airstream – 6:20
3. The Search – 4:54
4. American Garage – 4:13
5. The Epic – 12:59

## Medverkande
- Pat Metheny – gitarrer
- Lyle Mays – piano, synthesizer, autoharpa, orgel
- Mark Egan – elbas
- Dan Gottlieb – trummor